# Glebeg
Glebeg is een bestuurslaag in het regentschap Rembang van de provincie Midden-Java, Indonesië. Glebeg telt 1809 inwoners (volkstelling 2010).